# Хермлин, Андрей Стефанович
Андрей Стефанович Хермлин (род. 21 сентября 1965, Берлин) — немецкий пианист и руководитель оркестра русского происхождения.

## Биография
Хермлин родился в Берлине в 1965 году в семье писателя Стефана Хермлина. Вырос двуязычным благодаря своей матери Ирине Белоконевой, родом из России.
В семь лет он получил первые уроки игры на фортепиано. После окончания средней школы имени Карла фон Осецкого в Берлине-Панкове с 1986 по 1990 год он изучал игру на фортепиано в Музыкальном университете им. Ханнса Эйслера в Берлине. Он самостоятельно изучил стиль свинга, на котором играл. В 1986 году он основал Swing Dance Band, который в 1995 году стал Swing Dance Orchestra, где он с тех пор является руководителем оркестра. В этом составе он выпустил более десяти компакт-дисков и регулярно выступал с ними на национальном и международном уровне.
Хермлин стал известен за пределами музыки, когда был заключен там в тюрьму по подозрению в терроризме после президентских выборов 2008 года в Кении. Ранее он поддерживал демократическое движение и кандидата Раилу Одингу, с которым дружит. В деревне Тумаита, в 130 километрах от Найроби, он и его жена Джойс построили дом в стиле ар-деко. Он участвует в общественной жизни: провел электропроводку в деревне, установил уличное освещение и организовал вывоз мусора.
Хермлин присоединился к ПДС в феврале 1990 года в связи с реформами в партии и как сторонник Горбачёва. Временами он был членом Берлинского государственного исполнительного комитета ПДС и кандидатом в Палату представителей. Был членом партии «Левые» с момента ее основания и регулярно появлялся на ее мероприятиях. В октябре 2023 года он вышел из Левой партии. Поводом для этого является заявление руководителя партии о террористической атаке ХАМАСа на Израиль, в котором Израиль обвиняется в нападении.
Из-за своего интереса к исторической авиации в 2007 году он поддержал референдум Берлинского ХДС за сохранение открытия аэропорта Темпельхоф. Вместе с Bei mir sind du scheen Хермлин специально разработал программу свинговых произведений еврейских музыкантов в знак протеста против антисемитизма.
У Хермлина и его жены Джойс двое детей. Его сын Давид (* 2000 г.) и его дочь Рахель (* 2003 г.) выступают в качестве певцов и танцоров с оркестром своего отца. Хермлин живет в Берлине-Нидершёнхаузене в доме, в котором жил его отец и в котором он вырос.